# Oi apenanti
Oi apenanti  é um filme de drama da Grécia de 1982, realizado por Giorgos Panoussopoulos.

## Sinopse
É a história de uma estudante que mora com a mãe viúva e estuda astronomia na universidade. Do outro lado da rua, mora Stella com o marido e a filha. 
Haris, o estudante, acompanha a vizinha pelo seu telescópio e pouco a pouco começa a ficar obcecado por ela. Haris começa a afastar-se cada vez mais dos amigos e mergulha na vida de Stella.

## Elenco
- Bette Livanou
- Aris Retsos
- Georges Siskos
- Dimitris Poulikakos